# Dombóvári Gábor
Dombóvári Gábor (Budapest, 1944. október 29. –) magyar szerkesztő-műsorvezető-riporter-újságíró. 1977 óta a Magyar Rádió, 1987 óta pedig a Magyar Televízió munkatársa. A Hatoscsatornán számos műsort vezet.

## Tanulmányai
A budapesti Arany János Gimnáziumba járt és itt érettségizett. Ezután a Külkereskedelmi Főiskolán tanult, majd a Testnevelési Főiskola sportmenedzseri szakát végezte el, később a Mafilm forgatókönyvíró szakán is vizsgázott, ezután a MÚOSZ Újságíró Iskolája járt, melyet szintén elvégzett.
Nyelvtudás: angol és svéd állami nyelvvizsgával rendelkezik.

## Munkahelyei
Egy ideig képesítés nélküli tanító volt a gyóni általános iskolában. Később a Technoimpex Külkereskedelmi Vállalatnál helyezkedett el mint üzletkötő. Ekkoriban lett a Magyar Televízió külső munkatársa. A Magyar Rádióban és a Magyar Televízióban párhuzamosan dolgozott szerkesztőként, riporterként, illetve műsorvezetőként.
A Calypso Rádió egyik alapító tagja.
Napjainkban a Hatoscsatorna kábeltelevízió műsorvezetője (https://www.hatoscsatorna.hu/), rádióban pedig minden szombaton 9-12h-ig a Poptarisznya.hu (https://poptarisznya.hu/) Matiné című műsorát vezeti élőben.

## Műsorai

### Magyar Televízió
- Ablak (MTV)
- A Hét (hírműsor)
- PC ABC (MTV)
- Záróra (MTV)
- Premier (Színházi magazin) (MTV)

### Hatoscsatorna
- Hihetetlen (A rejtélyek magazinja)
- Nagykörút (Kulturális magazin)

### Magyar Rádió
- Krónika
- 168 Óra
- Szombat délelőtt

### Poptarisznya.hu
- Matiné (Kulturális, és sport.műsor)

## Megjelent könyvei
- Iránytű nélkül (Interjúkötet rendszerváltó politikusokkal)
- Királyi képernyő (Interjúkötet tv-s személyiségekkel, társriporter Geszler Dorottya)
- Versenyben a rákkal (Lehetünk győztesek) dokumentumkötet, Dr. Győri Attilával